# Светочувствительность фотоматериалов
Светочувствительность фотоматериала — характеристика фотографического материала, отражающая его способность изменять свою оптическую плотность под воздействием света и последующего проявления. Светочувствительность обратно пропорциональна экспозиции, которая требуется для получения заданной оптической плотности. Раздел метрологии, изучающий светочувствительность фотоматериалов, называется сенситометрией. Единицы ISO, использующиеся для обозначения светочувствительности в настоящее время, являются международными, и стандартизированы одноимённой организацией.
Понятие светочувствительности, применяемое в цифровой фотографии не имеет ничего общего с чувствительностью фотоматериалов, поскольку к электронным способам регистрации изображения принципы сенситометрии неприменимы. Кроме того, в цифровой фотографии используется величина, которая отражает не столько чувствительность матрицы, сколько свойства АЦП камеры и алгоритмы преобразования его данных в координаты цветового пространства.
Однако, в экспонометрических системах цифровых фотоаппаратов используется эквивалент светочувствительности ISO, позволяющий применять классические принципы управления экспозицией, заимствованные из аналоговой фотографии.

## Критерии светочувствительности
Поиск наиболее точной системы измерения светочувствительности начался сразу же после изобретения фотографии для количественной оценки экспозиции, необходимой для получения качественного изображения. Однако, первые успехи в этой области появились одновременно с желатиносеребряным процессом, заменившим непредсказуемые дагеротипию и мокрый коллодионный процесс. При этом, главная сложность заключалась в том, что оптическая плотность получаемого негативного или позитивного изображения зависит не только от интенсивности экспонирования, но и от режима проявления. Увеличение времени проявления приводит к повышению оптической плотности, однако на светочувствительность влияет в гораздо меньшей степени. Поэтому, главный вопрос любой сенситометрической системы — критерий светочувствительности, позволяющий наиболее точно определять способность фотоэмульсии реагировать на свет, и не зависящий от других факторов.
Самым первым критерием, использовавшимся начиная с 1870-х годов, стал порог почернения, то есть минимальная экспозиция, дающая регистрируемую плотность. Такой критерий использовался в большинстве систем отсчёта, например, Шайнера (нем. Julius Scheiner), Эдера (нем. Josef Maria Eder) и Винна.
В 1890 году английскими учёными Хёртером (англ. Ferdinand Hurter) и Дриффилдом (англ. Vero Charles Driffield) было сформулировано понятие характеристической кривой. В качестве критерия светочувствительности была выбрана точка инерции (критерий Хёртера-Дриффилда) — точка пересечения касательной к прямолинейному участку характеристической кривой с осью логарифма экспозиций. В СССР шкала светочувствительности Хёртера и Дриффилда, сокращённо «Х и Д» (англ. H&D), официально использовалась с 1928 года вплоть до перехода на единицы ГОСТ в соответствии со стандартом ГОСТ 2817—50. При этом, шкала H&D, использовавшаяся в Великобритании, не совпадала с советской. Стандарт «Х и Д» был заменён в СССР шкалой ГОСТ в октябре 1951 года.
В современной сенситометрической системе ISO в качестве критерия используется нормированная оптическая плотность, то есть плотность, превышающая суммарную плотность вуали и подложки на определённую пороговую величину. Экспозиция, необходимая для получения такой плотности, и служит точкой отсчёта для определения светочувствительности. Для разных сортов светочувствительных материалов: негативных, позитивных, обращаемых и т. д., в одних и тех же системах измерения принимаются разные значения этого критерия. Например, для чёрно-белых негативных фотокиноматериалов пороговой плотностью считается 0,1 над вуалью.
Дальнейшее развитие технологий фотопроцесса потребовало совершенствования сенситометрии, от которой потребовалось измерение светочувствительности цветных многослойных плёнок и бумаг. Каждый из светочувствительных слоёв таких материалов обладает своей светочувствительностью, зачастую отличающейся от соседних. Кроме того, оптическая плотность в цветных материалах создаётся не металлическим серебром, как в чёрно-белых, а красителями, из которых состоит цветное изображение.

## Основные понятия
Общая светочувствительность — количественная мера светочувствительности, определяемая экспериментально при стандартизированных условиях экспонирования фотоматериала белым светом и последующей лабораторной обработки. Измеряется на основе характеристик получаемой сенситограммы. Также называется интегральной или фотографической чувствительностью. Для краткости именно общая светочувствительность обычно называется светочувствительностью или чувствительностью фотоматериала.
Цветочувствительность — для чёрно-белых фотоматериалов относительная светочувствительность к различным цветам видимого спектра и прилегающих областей. Цветочувствительность определяется через эффективную чувствительность и часто выражается кратностью нормированного цветного светофильтра.
Эффективная чувствительность — светочувствительность к излучению определённого спектрального состава.
Спектральная чувствительность — светочувствительность, измеренная при экспонировании монохроматическим светом определённой длины волны.
Число светочувствительности (экспозиционный индекс) — количественное выражение общей светочувствительности, которым маркируется фотоматериал. Это число и измеренное значение яркости или освещённости снимаемых объектов служат для нахождения правильной экспозиции.
Шкала светочувствительности — принятая в конкретной сенситометрической системе последовательность значений чисел светочувствительности. Наносится на калькуляторы экспонометрических устройств. Существуют шкалы двух разновидностей: арифметические и логарифмические.
- Арифметическая шкала представлена в виде геометрической прогрессии, обычно с коэффициентом {\displaystyle {\sqrt {2}}\approx 1,4}, реже {\displaystyle {\sqrt[{3}]{2}}\approx 1,26}. Этот коэффициент является константой фотометрического клина, который применяется при сенситометрических испытаниях. Числа в шкале обычно округляются до двух значащих цифр.
- Реже применяется логарифмическая шкала, числа которой составляют арифметическую прогрессию логарифмов арифметической шкалы. Система DIN имела логарифмическую шкалу, а ISO может совмещать арифметический и логарифмический отсчёты единиц чувствительности, обозначаемые через дробь[9].

## Стандарты светочувствительности
С начала 2000-х годов наибольшее распространение получило указание чувствительности фотоматериала в единицах системы ISO, стандартизированной в 1974 году. Она получена комбинацией более ранних систем ASA и DIN. В настоящее время для измерения светочувствительности цветных негативных фотокиноплёнок используется стандарт ISO 5800:2001. Два других стандарта ISO 6:1993 и ISO 2240:2003 существуют в качестве шкалы светочувствительности для чёрно-белых негативных и цветных обращаемых фотокиноматериалов.
Эквивалент светочувствительности для цифровых фотоаппаратов определяется стандартом ISO 12232:2006, впервые опубликованным в августе 1998 года, и в последний раз исправлявшимся в октябре 2006.

## Сравнение светочувствительности в различных стандартах
В таблице приведены сравнительные значения основных систем измерения светочувствительности ГОСТ, «Х и Д», Weston, ASA, ISO, APEX и DIN
| APEX Sv (1960-) | ISO (1974-) арифм./логар.° | «Х и Д» (1928—1951) арифм. | Weston арифм. | ASA (1960—1987) арифм. | DIN (1961—2002) логар. | ГОСТ (1951—1986) арифм. | Примеры фотоматериалов, обладающих такой светочувствительностью                 |
| --------------- | -------------------------- | -------------------------- | ------------- | ---------------------- | ---------------------- | ----------------------- | ------------------------------------------------------------------------------- |
| −2              | 0,8/0°                     | 15                         |               | 0,8                    | 0                      |                         | «Свема» ЦП-8Р, ЦП-11                                                            |
|                 | 1/1°                       | 17,5                       |               | 1                      | 1                      | 1                       |                                                                                 |
|                 | 1,2/2°                     | 25                         |               | 1,2                    | 2                      | 1,2                     |                                                                                 |
| −1              | 1.6/3°                     | 30                         |               | 1,6                    | 3                      | 1,4                     |                                                                                 |
|                 | 2/4°                       | 38                         |               | 2                      | 4                      | 2                       |                                                                                 |
|                 | 2,5/5°                     | 50                         |               | 2,5                    | 5                      | 2,4                     | «Свема» Микрат-300                                                              |
| 0               | 3/6°                       | 63                         |               | 3                      | 6                      | 2,8                     | «Тасма» ОЧТ-Н                                                                   |
|                 | 4/7°                       | 75                         |               | 4                      | 7                      | 4                       |                                                                                 |
|                 | 5/8°                       | 100                        |               | 5                      | 8                      | 5                       | Фотобумага «Славич» Фотоцвет-4                                                  |
| 1               | 6/9°                       | 125                        |               | 6                      | 9                      | 5,5                     | оригинальный Kodachrome                                                         |
|                 | 8/10°                      | 150                        |               | 8                      | 10                     | 8                       | Polaroid PolaBlue                                                               |
|                 | 10/11°                     | 200                        |               | 10                     | 11                     | 9                       | Kodachrome 8-мм                                                                 |
| 2               | 12/12°                     | 250                        |               | 12                     | 12                     | 11                      | Gevacolor 8-мм обращаемая, позднее Agfa Dia-Direct, «Свема» КН-1                |
|                 | 16/13°                     | 350                        | 6             | 16                     | 13                     | 16                      | Agfacolor 8-мм обращаемая                                                       |
|                 | 20/14°                     | 400                        | 8             | 20                     | 14                     | 18                      | Adox CMS 20                                                                     |
| 3               | 25/15°                     | 500                        | 10            | 25                     | 15                     | 22                      | старый Agfacolor, Kodachrome II и Kodachrome 25, Efke 25, «Тасма» ЦО-22Д        |
|                 | 32/16°                     | 700                        | 12            | 32                     | 16                     | 32                      | Kodak Panatomic-X, «Свема» ДС-5М, Фото-32                                       |
|                 | 40/17°                     | 800                        | 16            | 40                     | 17                     | 38                      | Kodachrome 40 (киноплёнка), «Тасма» Панхром СЧС-1                               |
| 4               | 50/18°                     | 900                        | 20            | 50                     | 18                     | 45                      | Ilford Pan F Plus, Kodak Vision2 50D 5201 (киноплёнка), AGFA CT18, «Свема» ДС-4 |
|                 | 64/19°                     | 1400                       | 24            | 64                     | 19                     | 65                      | Kodachrome 64, ORWOCOLOR NC-19, «Тасма» Панхром СЧС-4, «Свема» Фото-65          |
|                 | 80/20°                     | 1500                       | 32            | 80                     | 20                     | 75                      | Ilford Commercial Ortho                                                         |
| 5               | 100/21°                    | 2000                       | 40            | 100                    | 21                     | 90                      | Kodacolor Gold, Kodak T-Max, Provia, Efke 100, «Свема» КН-3                     |
|                 | 125/22°                    | 2500                       | 50            | 125                    | 22                     | 125                     | Ilford FP4+, Kodak Plus-X Pan                                                   |
|                 | 160/23°                    | 3000                       | 64            | 160                    | 23                     | 130                     | Fujicolor Pro 160C/S, Kodak High-Speed Ektachrome, «Свема» Фото-130             |
| 6               | 200/24°                    | 4000                       | 80            | 200                    | 24                     | 180                     | Fujicolor Superia 200, «Свема» ОЧТ-180, «Тасма» ОЧ-180, ЦО-Т-180Л               |
|                 | 250/25°                    | 5000                       | 100           | 250                    | 25                     | 240                     | «Тасма» Фото-250                                                                |
|                 | 320/26°                    | 6000                       | 125           | 320                    | 26                     | 250                     | Kodak Tri-X Pan Professional                                                    |
| 7               | 400/27°                    | 8000                       |               | 400                    | 27                     | 350                     | Tri-X 400, Ilford HP5+, Fujifilm Superia X-tra 400, «Свема» ОЧТ-В, «Тасма» А-2Ш |
|                 | 500/28°                    | 10000                      |               | 500                    | 28                     | 500                     | Kodak Vision3 500T 5219 (киноплёнка), «Тасма» Панхром тип-17                    |
|                 | 640/29°                    | 12500                      |               | 640                    | 29                     | 560                     | Polaroid 600                                                                    |
| 8               | 800/30°                    | 16250                      |               | 800                    | 30                     | 700                     | Fuji Pro 800Z, «Тасма» Панхром тип-15                                           |
|                 | 1000/31°                   | 20000                      |               | 1000                   | 31                     | 1000                    | Kodak P3200 TMAX, Ilford Delta 3200                                             |
|                 | 1250/32°                   |                            |               | 1250                   | 32                     | 1200                    | Kodak Royal-X Panchromatic                                                      |
| 9               | 1600/33°                   |                            |               | 1600                   | 33                     | 1440                    | Fujicolor 1600, «Тасма» Изопанхром тип-42                                       |
|                 | 2000/34°                   |                            |               | 2000                   | 34                     | 2000                    |                                                                                 |
|                 | 2500/35°                   |                            |               | 2500                   | 35                     | 2400                    |                                                                                 |
| 10              | 3200/36°                   |                            |               | 3200                   | 36                     | 2880                    | Konica 3200, Fujifilm FP-3000b, «Тасма» Панхром тип-13                          |
|                 | 4000/37°                   |                            |               |                        | 37                     | 4000                    |                                                                                 |
|                 | 5000/38°                   |                            |               |                        | 38                     | 4500                    | «Тасма» Изопанхром тип-24                                                       |
| 11              | 6400/39°                   |                            |               | 6400                   | 39                     | 5600                    |                                                                                 |
|                 | 8000/40°                   |                            |               |                        |                        |                         |                                                                                 |
|                 | 10000/41°                  |                            |               | 10000                  |                        |                         | Фотокомплекты для моментальной фотографии Polaroid тип-410                      |
| 12              | 12500/42°                  |                            |               |                        |                        |                         |                                                                                 |
|                 | 16000/43°                  |                            |               |                        |                        |                         |                                                                                 |
|                 | 20000/44°                  |                            |               | 20000                  |                        |                         | Фотокомплекты для моментальной фотографии Polaroid тип-612                      |
| 13              | 25000/45°                  |                            |               |                        |                        |                         |                                                                                 |

## Определение чувствительности ISO для фотоматериалов
Светочувствительность чёрно-белых негативных фотоматериалов определяется по характеристической кривой, которая строится на специальных бланках или миллиметровке по результатам измерения сенситограммы при помощи денситометра. Точка кривой, по которой определяется светочувствительность (критериальная точка), обозначена на рисунке буквой «m», и для чёрно-белых негативных плёнок её плотность должна составлять 0,1 над вуалью. При этом негатив должен быть проявлен так, чтобы точка «n», экспонированная на 1,3 единицы больше «m», обладала оптической плотностью, превосходящей её на 0,8. Это является важным условием соблюдения заданного коэффициента контрастности. В этом случае, критерием светочувствительности может считаться экспозиция Hm в люксах в секунду, соответствующая точке m, а арифметическое значение светочувствительности ISO определяется равенством:
{\displaystyle S={\frac {0.8}{H_{\mathrm {m} }}}}
Для позитивных и обращаемых фотоматериалов светочувствительность определяется по этому же равенству, отличающемуся верхним коэффициентом и при других критериях контрастности.
Зависимость светочувствительности от режима проявления побуждает производителей фотоматериалов указывать рекомендованную рецептуру и режимы проявления, при которых достигается указанное на упаковке значение этого параметра. Использование других проявителей и режимов может изменить светочувствительность, и сделать результаты измерения экспозиции ошибочными. Кроме того, интенсивное проявление приводит к росту контраста и увеличению зернистости, что отрицательно сказывается на качестве изображения.

### Определение светочувствительности цветных фотоматериалов
Для цветных многослойных плёнок светочувствительность определяется по более сложным законам, поскольку должны учитываться свойства трёх характеристических кривых. Три светочувствительных слоя обладают различными значениями частичных светочувствительностей, зависящими от цветового баланса плёнки. Поэтому, светочувствительность цветных фотоматериалов представляет собой сложную комплексную величину.
Общая светочувствительность цветных негативных плёнок определяется как средняя величина трёх частичных светочувствительностей каждого слоя. Для позитивных фотоматериалов за общую светочувствительность принимается наименьшая из частичных, а для обращаемых — наибольшая. Ещё одной особенностью сенситометрии многослойных плёнок является тот факт, что изображение в них состоит не из металлического серебра, а из красителей. Поэтому приходится использовать несколько различных понятий оптической плотности, отражающих концентрацию каждого из красителей в соответствующем поле сенситограммы. Чаще всего используются термины визуально эквивалентно-серой плотности (ВЭСП) и копировальной плотности. Первый параметр обычно относится к позитивным или обращаемым фотоматериалам, тогда как второй — к негативным и контратипным.

## Способы изменения светочувствительности

### Сенсибилизация
Естественная светочувствительность галогеносеребряных фотоэмульсий лежит в сине-фиолетовой области видимого спектра. Равномерная чувствительность ко всем видимым лучам достигается путём оптической сенсибилизации фотоматериалов добавлением в эмульсию сенсибилизаторов. В роли таковых обычно выступают некоторые разновидности органических красителей, осаждаемых на поверхности микрокристаллов галогенида серебра.
Таким образом получают чёрно-белые фотокиноплёнки, различающиеся по цветочувствительности, и эмульсии для разных слоёв цветных многослойных фотоматериалов.
При помощи химической сенсибилизации повышают общую светочувствительность. Для этого используются соли благородных металлов: золота и платины, а также другие вещества, позволяющие повышать светочувствительность в несколько раз. В некоторых случаях для упрощения лабораторной обработки применяют десенсибилизацию, сужающую спектральную чувствительность или общую светочувствительность экспонированного фотоматериала, но не влияющую на скрытое изображение.

### Латенсификация
Латенсифика́ция (лат. latens — скрытый и лат. facio — делаю) — усиление существующего скрытого изображения в фотографическом материале, служащая для повышения эффективной светочувствительности. Самый простой способ — дополнительная засветка фотослоя светом малой интенсивности после основной экспозиции перед проявлением. Дополнительное воздействие такого рода производит увеличение неустойчивых центров скрытого изображения и переход их в устойчивое состояние. Интенсивность засветки подбирается так, чтобы увеличение уровня вуали не составило более чем 0,05—0,01. При этом условии светочувствительность может быть повышена в 2—4 раза. Способ наиболее эффективен для низко- и среднечувствительных фотоматериалов, в то время как высокая светочувствительность может снижаться. Другая технология предусматривает обработку эмульсии аммиаком, перекисью водорода или парами ртути. Как и гиперсенсибилизация, латенсификация даёт плохо воспроизводимые результаты.
Эффект латенсификации использовался в технологии «дополнительной дозированной засветки» (ДДЗ), широко применявшейся кинооператорами для управления фотографической широтой и светочувствительностью киноплёнок. При этом негативная киноплёнка, предназначенная для съёмки фильма, незадолго до основной экспозиции получала равномерную предварительную через цветной светофильтр. В результате удавалось значительно улучшить цветовоспроизведение и проработку деталей в тенях. Кроме того, способ позволял регулировать цветовой баланс негатива для съёмки в нестандартных световых условиях. На технологию ДДЗ группой советских специалистов под руководством Павла Лебешева был получен патент № 1057919.

### Изменение чувствительности режимом проявления
- Пуш-процесс (англ. Push) — увеличение светочувствительности негативных фотоматериалов при помощи более интенсивного проявления за счёт увеличения его времени, повышения температуры проявителя и подбора его рецептуры. Удвоение времени проявления по сравнению со стандартным для данного материала приводит к увеличению эффективной чувствительности в 1,4—1,7 раза, в зависимости от кинетики конкретных веществ, и к увеличению коэффициента контрастности в 1,1—1,3 раза. Одновременно с этим растёт плотность вуали. Подбор состава проявителя — наиболее безопасный способ повышения чувствительности. Самые удачные рецептуры дают выигрыш в одну-две-три ступени (до 8 раз) по сравнению со стандартным проявителем.

К позитивным фотоматериалам пуш-процесс не применим вследствие других принципов позитивного фотопроцесса, в котором проявление происходит не до промежуточных значений контрастности, а «до конца», то есть до получения максимальных оптических плотностей и контраста. Кроме того, область применения позитивных эмульсий не предполагает необходимости высокой чувствительности. Цветные негативные и обращаемые фотоматериалы пригодны для пуш-процесса в меньшей степени, чем чёрно-белые, поскольку изменение режима проявления приводит к нарушению цветового баланса и к необратимому разбалансу светочувствительных слоёв по контрасту. Некоторые производители допускают обработку цветных материалов с интенсивным проявлением, но его параметры строго регламентируются.
Снижение светочувствительности пониженной интенсивностью проявления называется пулл-процесс (англ. Pull). Результат достигается сокращением времени проявления. Такую технологию применяют, главным образом, для снижения контраста изображения или при обработке заведомо переэкспонированных фотоматериалов.
Термины Push и Pull ведут своё происхождение от первых десятилетий кинематографа, когда исправление ошибок экспонирования происходило во время проявления ортохроматической негативной киноплёнки при неактиничном освещении. Кинооператор, присутствующий при лабораторной обработке, мог попросить лаборанта вынуть раму с намотанной киноплёнкой из бака с проявителем (Pull) или продолжить проявку, опустив её обратно (Push).

## Экспозиционный индекс
Экспозиционный индекс EI применяется в случаях, когда прямое использование значения светочувствительности затруднительно. EI применим для компенсации неточностей экспонирования фотоаппарата или при нестандартной обработке. Экспозиционный индекс можно назвать «установленной светочувствительностью» в противовес номинальной светочувствительности. Например, фотоплёнку со светочувствительностью ISO 400 можно экспонировать при слабом освещении при EI 800, а затем увеличить время проявления, чтобы получить пригодные для печати негативы. Другим примером может служить съёмка камерой с затвором, дающим постоянную ошибку в ту или иную сторону. В этом случае можно использовать соответствующий EI, отличающийся от значения ISO в сторону постоянной ошибки, или экспокоррекцию, чтобы скомпенсировать ошибку.

### Завышение чувствительности плёнки производителями
У некоторых плёнок высокой чувствительности «штатным» режимом проявления считается проявка, приводящая к увеличению чувствительности («пуш-процесс»). Стандартное проявление таких фотоматериалов позволяет получать более низкую чувствительность при пониженном контрасте. Например, в стандартном проявителе получается чувствительность 1000, в рекомендуемом — 3200. Маркировка светочувствительности некоторых цветных обращаемых плёнок может содержать индекс «P», обозначающий чувствительность, достигаемую в случае обработки по «пуш-процессу».

## Светочувствительность и зерно
Светочувствительность фотографической эмульсии зависит от размера зёрен галогенида серебра, поскольку зёрна большего размера дают более высокую чувствительность. Мелкозернистые плёнки обладают низкой чувствительностью и пригодны для контратипирования или печати позитива. Негативные фотоматериалы, предназначенные для съёмки в сложных световых условиях или с короткими выдержками, обладают крупным зерном и низкой разрешающей способностью. Поэтому, одной из главных трудностей, решавшихся в процессе совершенствования негативных материалов, было получение высоких значений чувствительности при мелком зерне.

## Закон взаимозаместимости
В большинстве случаев экспозиция, представляющая собой произведение освещённости на выдержку, не зависит от конкретных значений каждого из множителей.
Однако, при очень длинных экспозициях наблюдается отклонение от этого закона, приводящее к уменьшению светочувствительности, определяемой для наиболее часто употребляющихся значений выдержек, лежащих в пределах 1/1000—2 секунд. Изменение светочувствительности при длительных экспозициях имеет значение в областях фотографии, требующих длительных выдержек (например, в астрофотографии), и выражается специальными коэффициентами, используемыми в таких случаях.